# UMM Alter 2000
No ano 2000, a UMM lançou uma nova versão do Alter, o Alter 2000. Equipado com um motor Turbo Diesel de 2.1 litros, fabricado pela Peugeot, este motor destacava-se por ser mais silencioso, mais eficiente em termos de consumo e por oferecer um binário superior em comparação com as versões anteriores.
Exteriormente, o modelo preserva a aparência de uma unidade Alter anterior, com as chapas da chauffage e do travão de mão fixas, à semelhança do modelo de 1993. No entanto, apresenta várias alterações estruturais: as longarinas no compartimento do motor são construídas em chapa quinada e a área lateral dos pés do passageiro é mais estreita. Estas modificações foram necessárias para acomodar o novo motor 2.1L.
Para além destas alterações, nota-se também uma diferença no patim traseiro do chassis (travessa posterior) em relação às versões anteriores. Esta alteração terá sido provavelmente pensada para facilitar o acesso dos passageiros, já que a superfície de apoio é mais ampla.
No interior, a principal novidade é o tabliê, totalmente redesenhado em chapa quinada, conferindo-lhe um aspecto mais robusto e funcional. As alavancas de engrenagem das redutoras e da tração dianteira foram também reposicionadas, passando a estar mais próximas do selector principal das velocidades.
Todas estas alterações são comprováveis através das imagens que estão disponibilizadas na galeria.
Actualmente, são conhecidas 21 unidades de 121" (versão longa), todas localizadas em Portugal, e 5 unidades de 100" (versão curta), sendo que uma 3 delas se encontram em França.

## Motor
O Alter 2000 esteve disponível exclusivamente com um motor turbo-diesel de 2.1 litros, de injeção indireta e 12 válvulas, com uma potência de 110 PS (81 kW). Este motor foi também utilizado em modelos como o Peugeot 406, 605 e Citroën XM.

## Caixa de Velocidades
O Alter 2000 estava equipado com a caixa de cinco velocidades Peugeot BA10/5, com relações diferentes das usadas nas versões anteriores.

## Eixos
O sistema de transmissão incluía um eixo dianteiro Dana 30 e um eixo traseiro Dana 44, sem diferencial autoblocante (LSD).

## Galeria

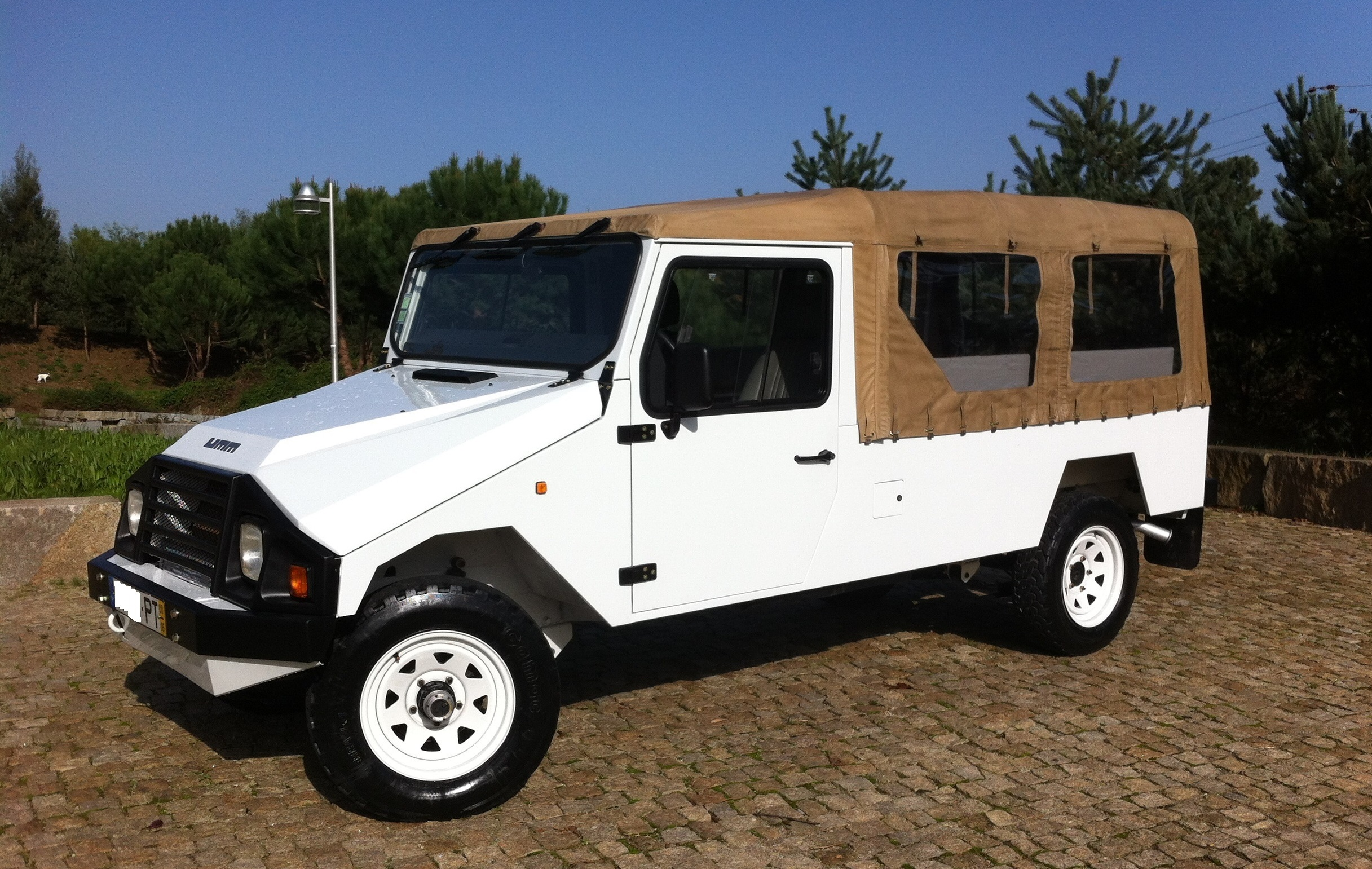
UMM Alter 2000 - Lateral
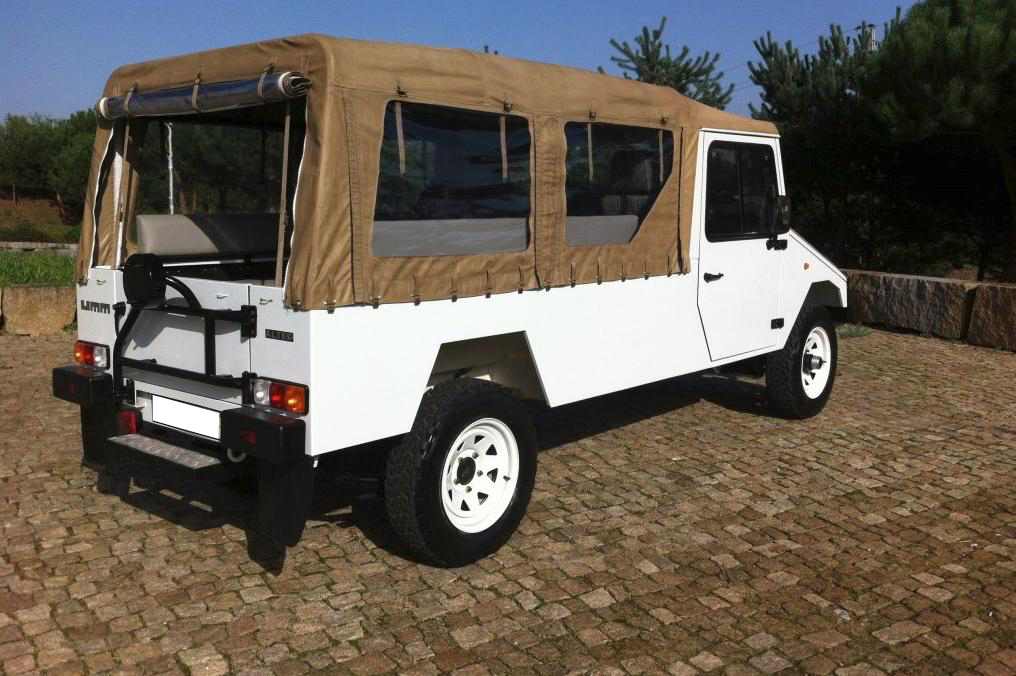
UMM Alter 2000 - Traseira
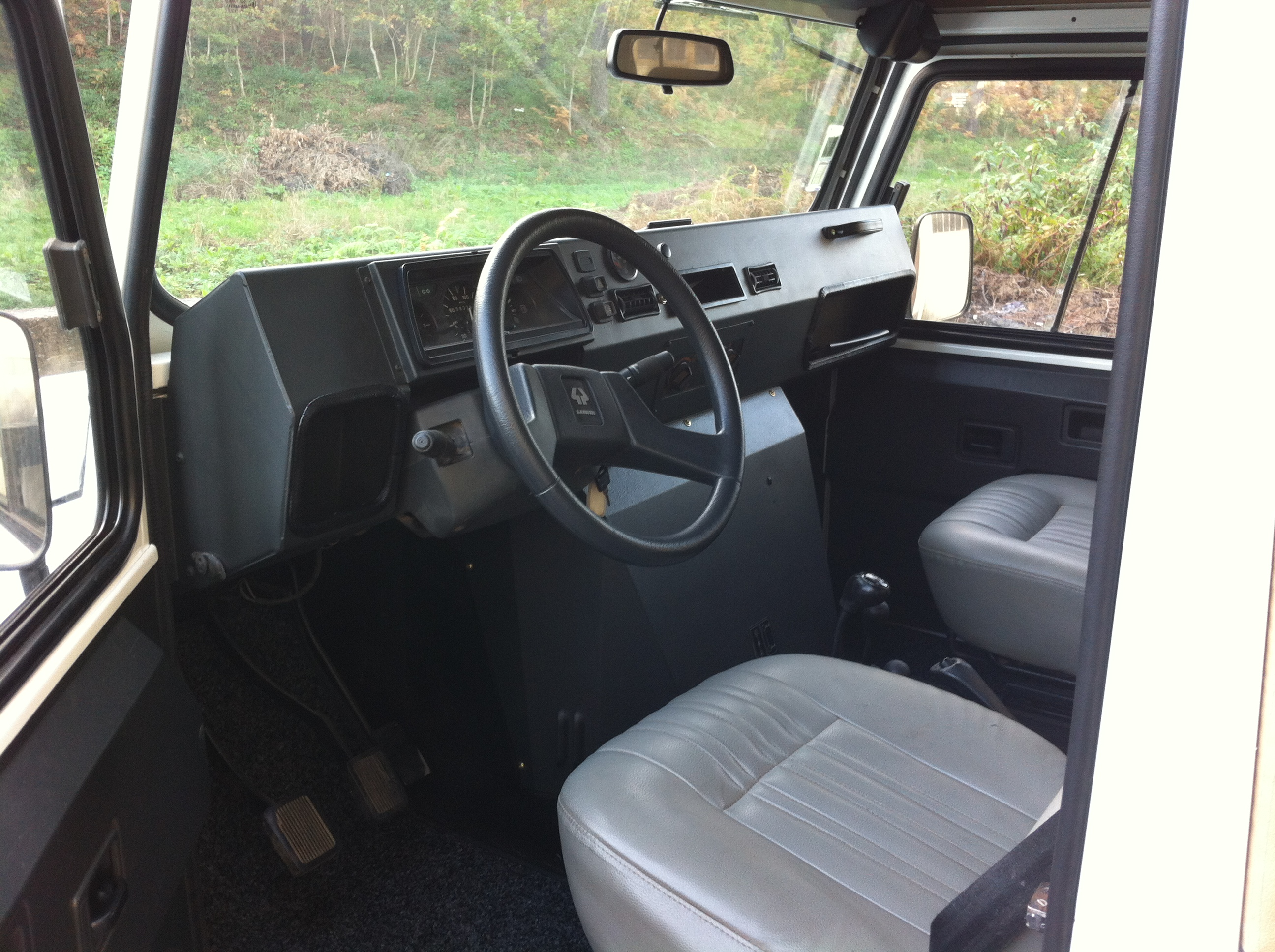
UMM Alter 2000 - Interior
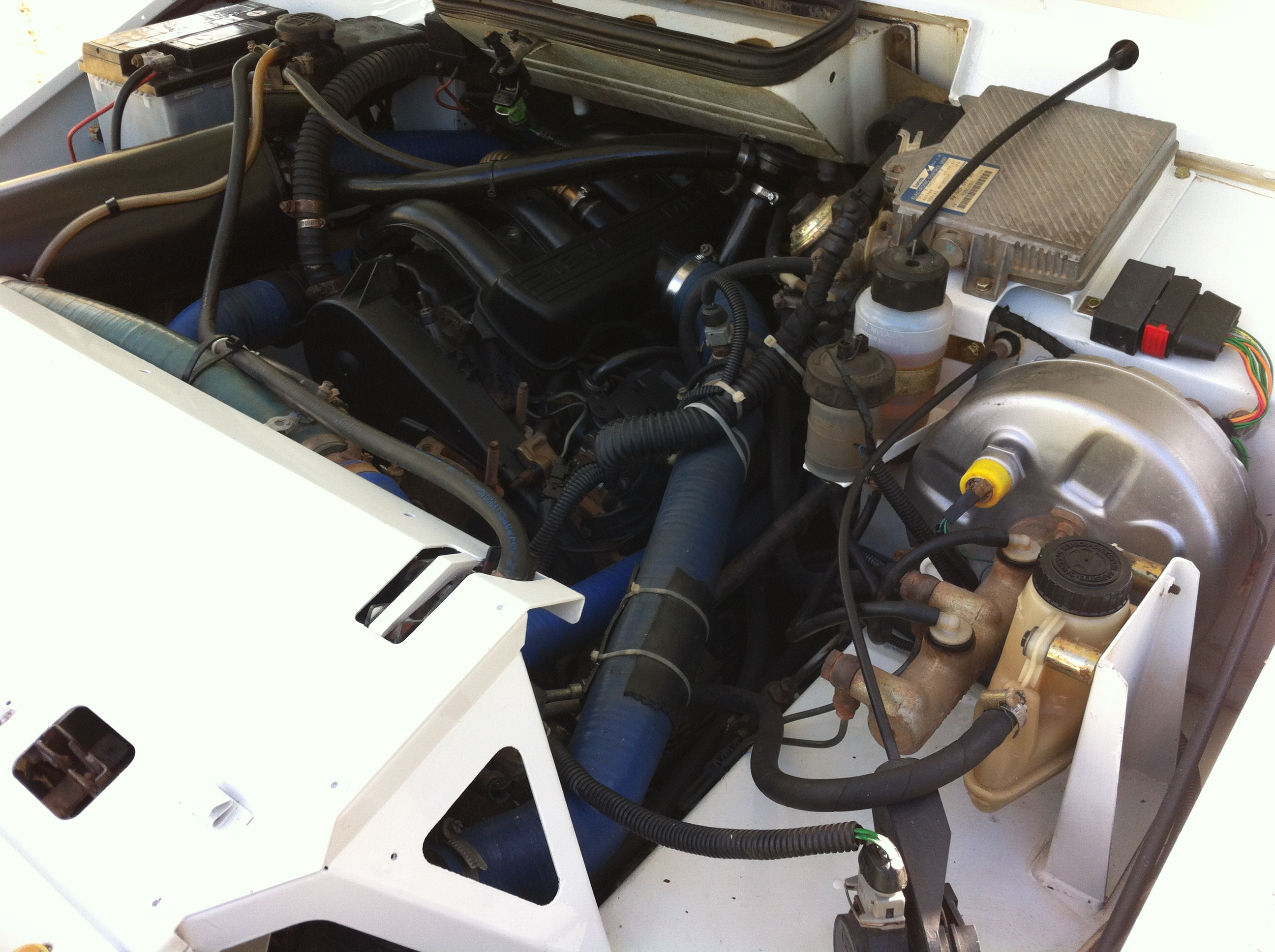
UMM Alter 2000 - Motor